# Pomatorhinus ferruginosus
A Pomatorhinus ferruginosus a madarak (Aves) osztályának verébalakúak (Passeriformes) rendjébe, ezen belül a timáliafélék (Timaliidae) családjába tartozó faj.

## Rendszerezése
A fajt Edward Blyth angol zoológus írta le 1845-ben. Ez a madárfaj, egyike azoknak, melyeknek az adatait Richard Meinertzhagen, brit ezredes és ornitológus meghamisított, de Pamela Cecile Rasmussen, amerikai ornitológusnő és kutatótársa Prys-Jones helyreállított.

## Alfajai
- Pomatorhinus ferruginosus albogularis Blyth, 1855
- Pomatorhinus ferruginosus dickinsoni J. C. Eames, 2002
- Pomatorhinus ferruginosus ferruginosus Blyth, 1845
- Pomatorhinus ferruginosus formosus Koelz, 1952
- Pomatorhinus ferruginosus namdapha Ripley, 1980
- Pomatorhinus ferruginosus orientalis Delacour, 1927
- Pomatorhinus ferruginosus phayrei Blyth, 1847
- Pomatorhinus ferruginosus stanfordi Ticehurst, 1935[2]

## Előfordulása
Bhután, India, Kína és Nepál területén honos. Természetes élőhelyei a szubtrópusi vagy trópusi síkvidéki és hegyi esőerdők. Állandó, nem vonuló faj.

## Megjelenése
Testhossza 24 centiméter, testtömege 30-48 gramm. A csőre élénk vöröses-narancssárga, és enyhén lefelé görbül. A feje fekete, oldalain két-két széles fehér sávval a szeme fölött és alatt. A torka és begyének felső fele rozsdavörös, míg testének többi része különböző zöldes árnyalatokat mutat.
|  |

## Természetvédelmi helyzete
Az elterjedési területe nagyon nagy, egyedszáma viszont csökken, de még nem éri el a kritikus szintet. A Természetvédelmi Világszövetség Vörös listáján nem fenyegetett fajként szerepel.